# João Cutileiro

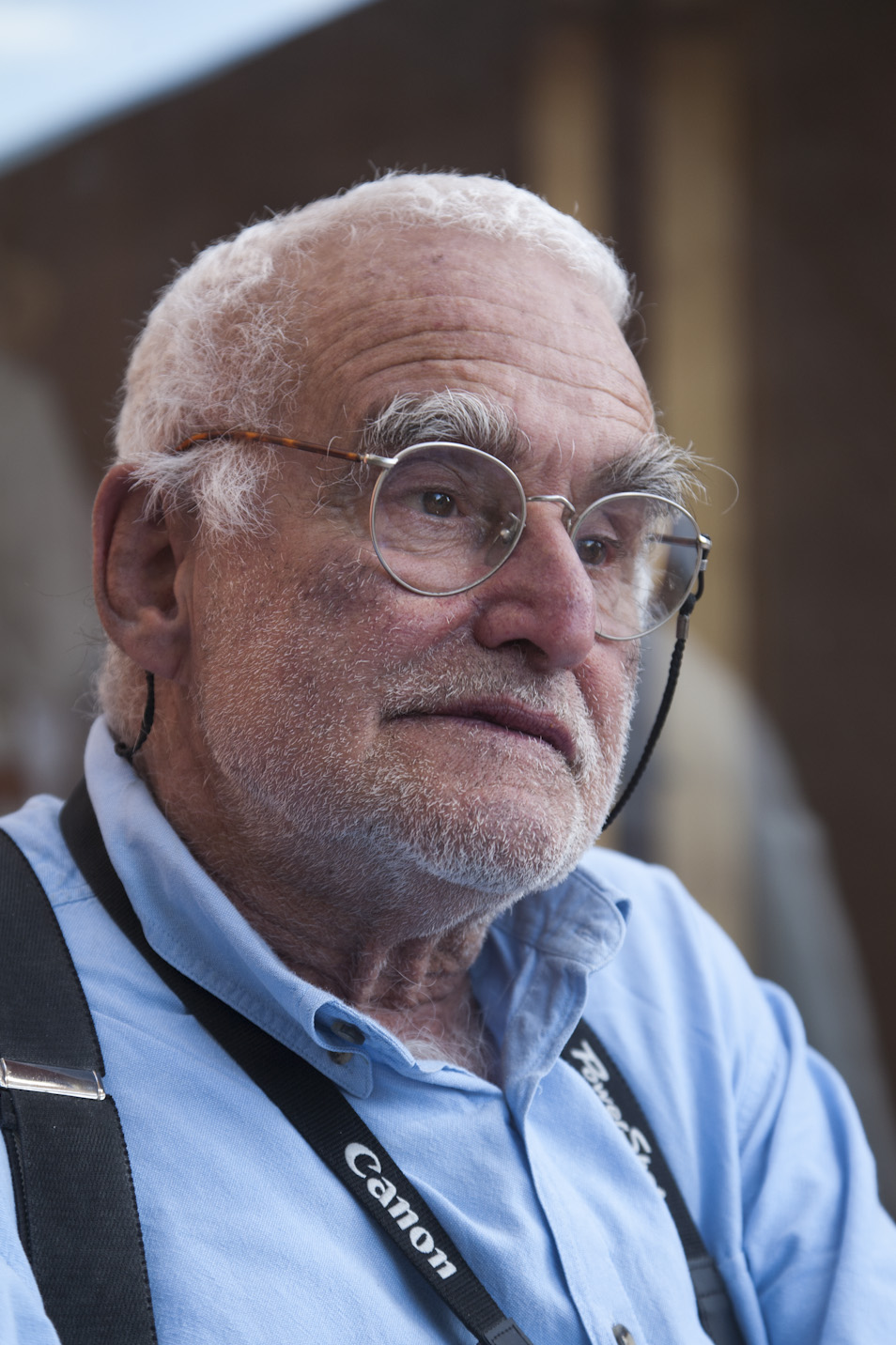
João Cutileiro, 2014

João Pires Cutileiro (* 26. Juni 1937 in Lissabon, Portugal; † 5. Januar 2021 ebendort) war ein portugiesischer Bildhauer.
Neben Rigo 23, Joana Vasconcelos, Paula Rego und Maria Helena Vieira da Silva gehörte er zu den bedeutendsten Künstlern Portugals in der zweiten Hälfte des 20. Jahrhunderts.
Er konnte einige Ausstellungen in Deutschland vorweisen und auf eine mehr als siebzigjährige Karriere als Künstler zurückblicken.

## Leben und Wirken

### Kindheit und Jugend
João Pires Cutileiro entstammt einer gutbürgerlichen Lissaboner Familie. Sein Vater war Arzt und für die WHO, die Gesundheitsorganisation der Vereinten Nationen, weltweit im Einsatz. Sein Bruder war der 2020 verstorbene Diplomat, Schriftsteller und letzte Chef der WEU, José Cutileiro. Die Familie war oft weltweit unterwegs und so kam er bereits als Kind nach Kabul, wo sein Vater einige Zeit als Arzt praktizierte. Seine Kindheit und Jugend wird als glücklich beschrieben.
Die antifaschistisch eingestellte Familie lud bereits in Zeiten der Diktatur zahlreiche Künstler zu heimischen Salons ein, wenn sie in Portugal weilten. Zu den Künstlern zählten die weltbekannte Malerin Maria Helena Vieira da Silva, António Pedro, Abel Manta, Celestino da Costa, Estrela Faria, Avelino Cunhal oder der Komponist Fernando Lopes-Graça. Damit kam er und sein Bruder mit der Intelligenzia und der Avantgarde des Landes, aber auch mit der Opposition in Kontakt.
Als Kind war er regelmäßig Gast in Ateliers wichtiger und befreundeter Künstler, in denen er Hilfsarbeiten übernahm oder einfach nur zuguckte und die ihn in seinem Bestreben, Künstler zu werden, halfen. Vor allem in den Ateliers von Antonio Pedro, Antonio Duarte und Jorge Barradas war er als Kind Dauergast. Barradas zeigte ihm den Umgang mit Keramik, Duarte mit Marmor. So war er allein bei Barradas von 1949 bis 1951 tätig. Als Jugendlicher folgte eine Reise nach Florenz mit seiner Familie, wo er von den Skulpturen Michelangelos fasziniert war und durch ihn zur bildhauerischen Arbeit angeregt wurde. Der erste kleine Erfolg des jugendlichen Künstlers, der angeregt durch die großen Vorbilder, eigene Skulpturen und Gemälde erschuf, war im Alter von vierzehn Jahren eine eigene Ausstellung in einer Gemeinde im Alentejo.

### Ausbildung und Aufenthalt in London
Nach seinem kleinen Erfolg mit der Ausstellung schrieb er sich zunächst an das Collegio Valsessina, einer Kunsthochschule in Lissabon, ein, um von dort an die offizielle Akademie für Bildende Künste in Lissabon zu wechseln.
Die Stimmung im Land, die faschistische Diktatur und die Denkweise seiner Landsleute gefielen ihm nicht und so entschied er sich, sein Studium im liberaleren Ausland fortzusetzen.
Von 1955 bis 1959 studierte er Kunst und Bildhauerei an der London Slade School of Art zu studieren. Einer seiner Professoren war einer der damals bedeutendsten lebenden Bildhauer seiner Zeit, Reg Butler. Sein Aufenthalt in London brachte ihm gleich drei Auszeichnungen, mit denen er versehen wurde. 1959 zeigten die Galleries Young Contemporaries viele seiner Skulpturen und machten ihn einem britischen Publikum bekannt.

### Weitere Entwicklungen, Rückkehr nach Portugal und die 1970er und 1980er Jahre
1966 arbeitete er bei der Verarbeitung von Stein, Keramik und Marmor erstmals mit einer Bohrmaschine, was seine Arbeit erheblich erleichterte.
Durch die leichteren Liberalisierungen unter der Regierung Caetano und den Tod von Diktator Salazar entschied er sich, 1970 nach Portugal zurückzukehren und zog zunächst nach Lagos, wo er fünfzehn Jahre lang wohnte, später folgte ein Umzug nach Evora.
Insgesamt waren die 1970er und 1980er Jahre die produktivsten Jahrzehnte des Künstlers.
1983 erhielt er die Auszeichnung La Orden de Santiago de la Espada, 2013 wurde er Ehrendoktor der Universität von Evora, 2017 Ehrendoktor der Universität von Lissabon.
Er war verheiratet und Vater von zwei Söhnen.

### Tod
João Cutileiro starb am 5. Januar 2021 im Alter von 83 Jahren in seiner Heimatstadt Lissabon an den Folgen eines Lungenemphysems.

## Werk

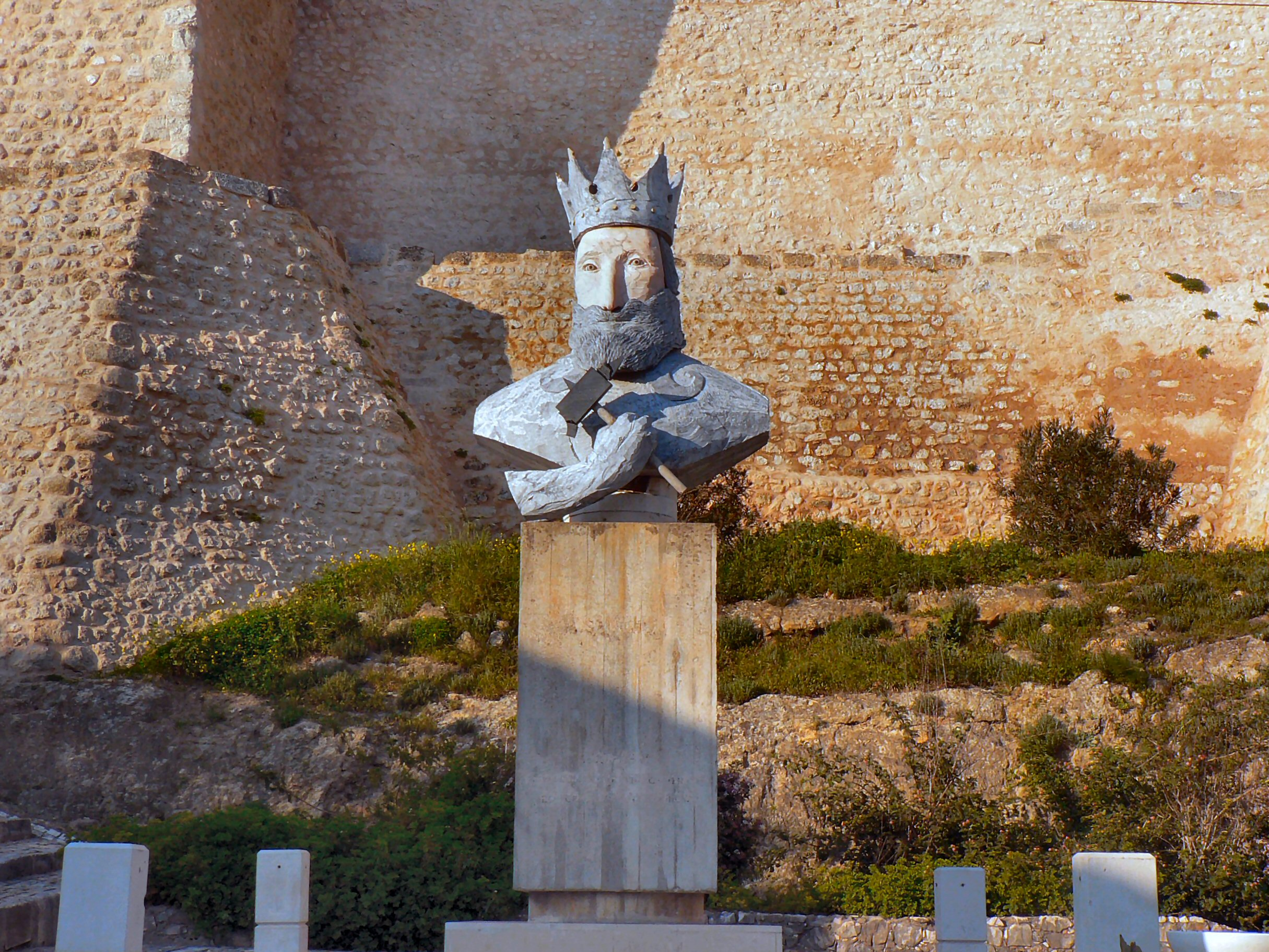
Statue des Sancho I. vor dem Castelo de Torres Novas in Torre Novas, 2007
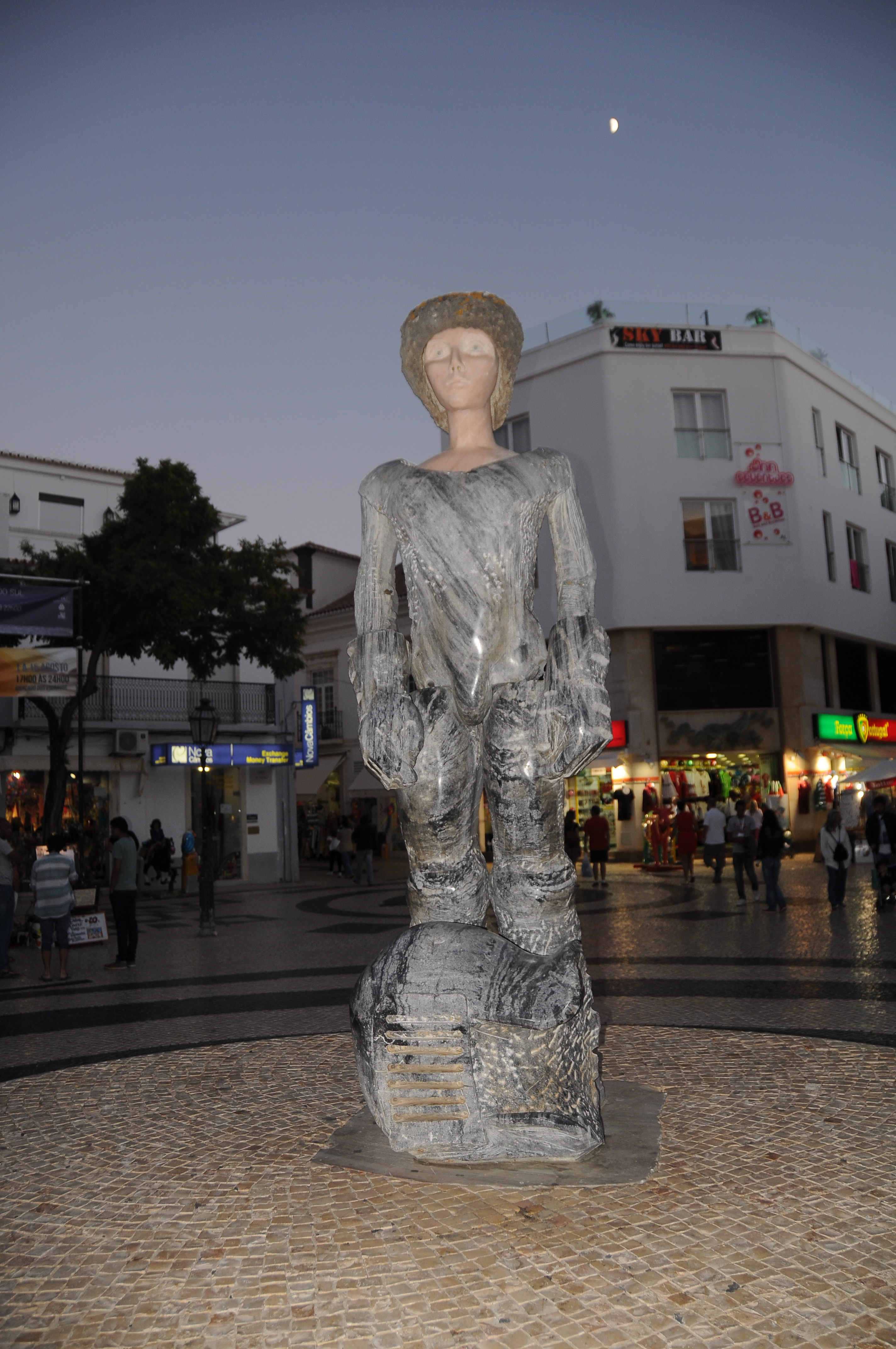
Statue König Sebastian in Lagos, Algarve, 2014
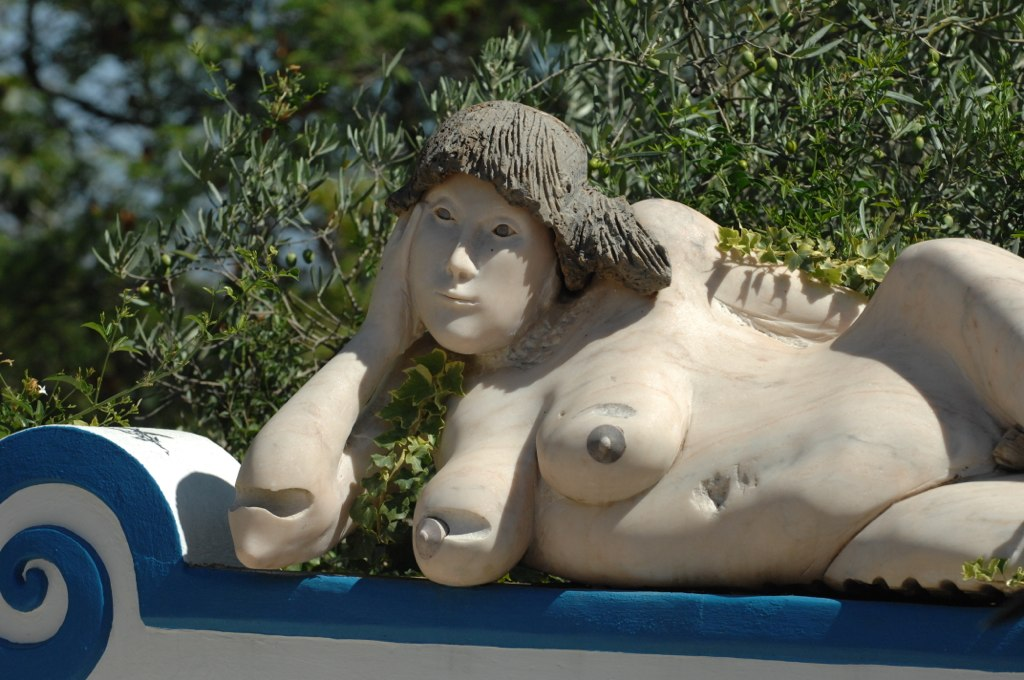
Skulptur im Centro Cultural São Lourenço, Almancil, Algarve, 2009
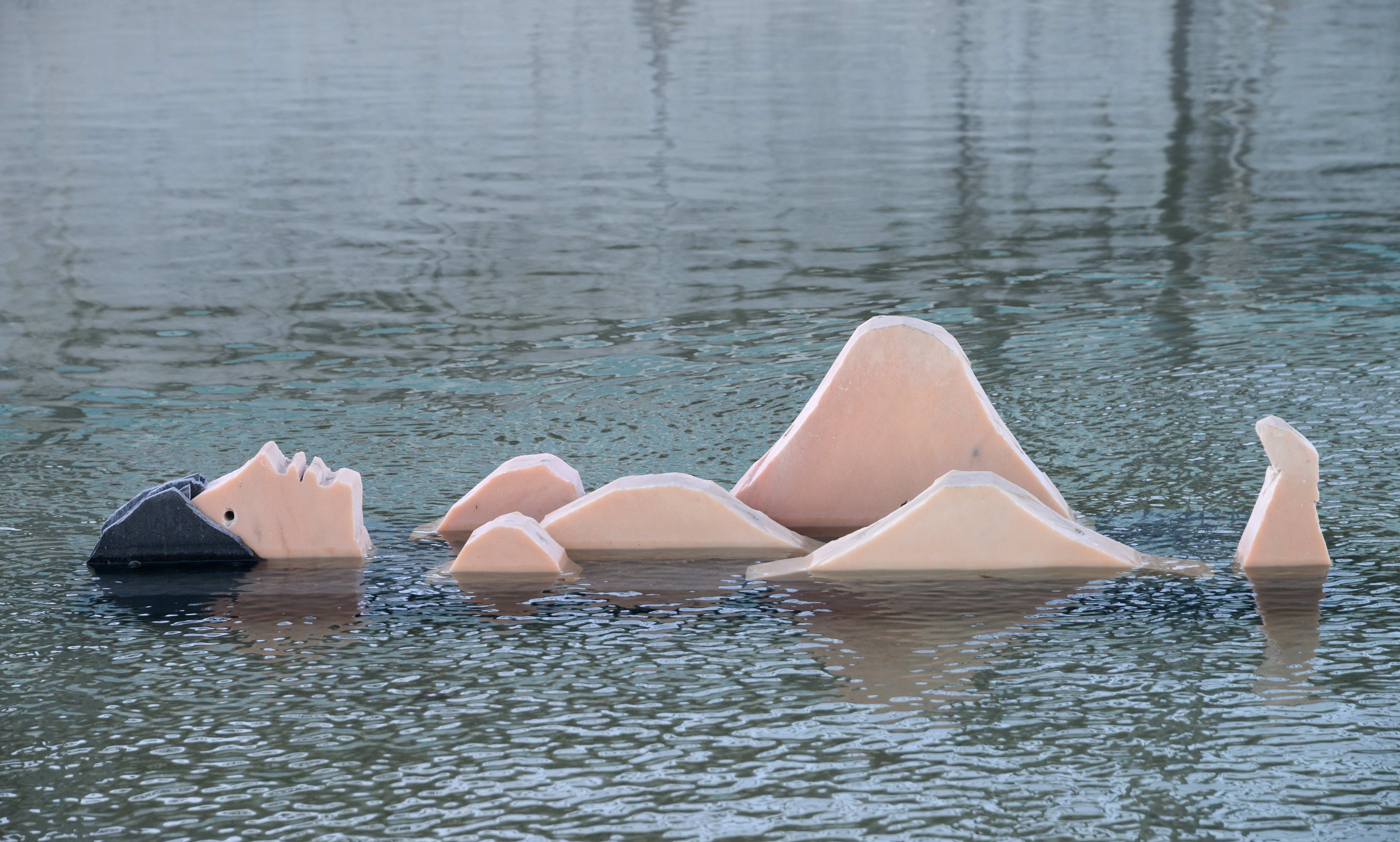
Skulpturen im Lago das Tágides, Parque das Nações, Lissabon, 2016
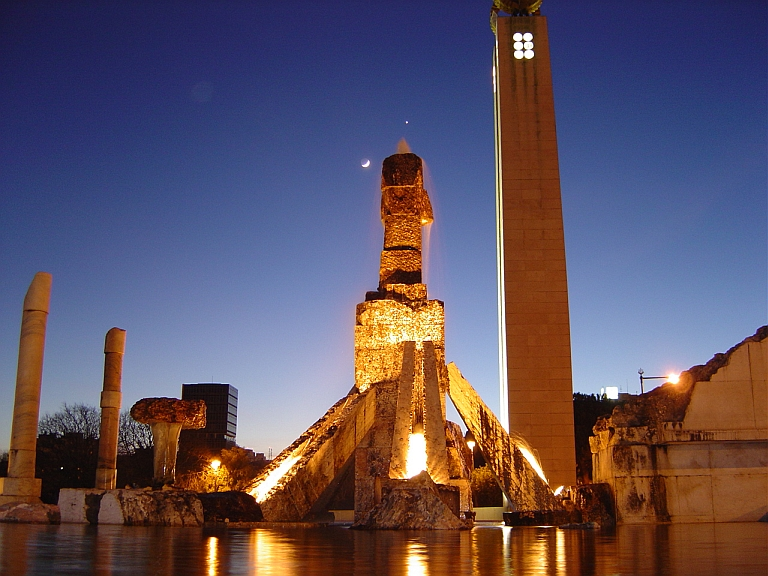
Monument für die Nelkenrevolution, in Lissabon, 2004
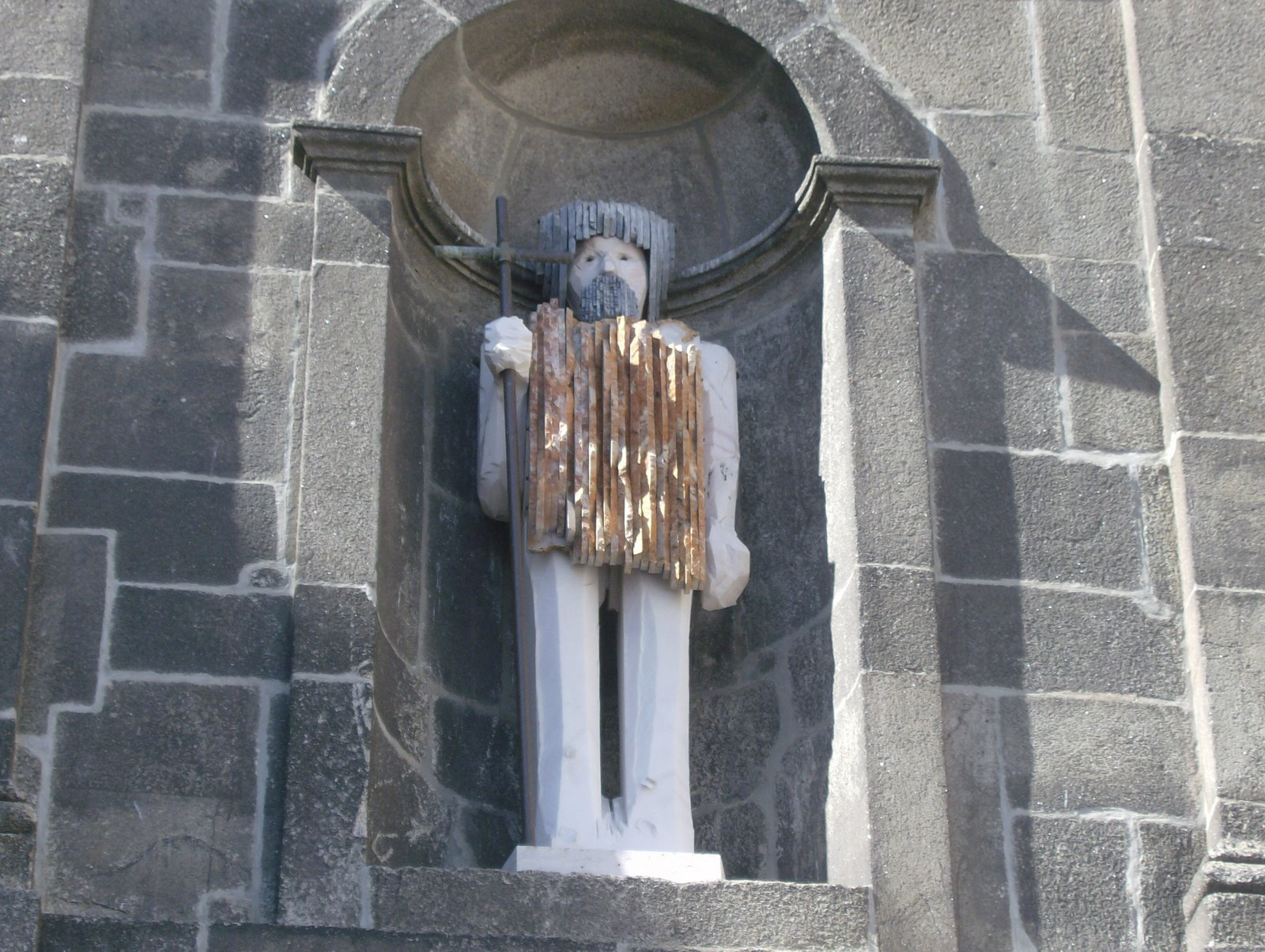
Statue des Johannes der Täufer auf dem Ribeira Platz in Porto, 2007

### Der Skandal um die Statue von König Sebastian
1970 führte seine Statue von König Sebastião I. von Portugal und der Algarve, die heute in Lagos steht, für einen landesweiten Skandal. Trotz aller Liberalisierungen unter dem Regime Caetano empfand man die Figur als zu androgyn, zu effimiert, fast schon weiblich. Bis heute streiten sich Kunstkritiker, ob es sich um einen Jüngling oder eine junge Dame handelt. Cutileiro soll mit der Skulptur auf die Homosexualität des Königs angespielt haben.

### Vertreter des Erotismus in Portugal
Cutileiro war einer der ersten Künstler in Portugal, der weibliche Akte schuf, die auch die offene Darstellung der weiblichen Geschlechtsorgane umfasste. Die oftmals schemenhaften Darstellungen des Geschlechts in den Skulpturen der Vorgänger waren in Portugal auch während der Diktatur durchgewunken worden, doch so eine Deutlichkeit war in dem Land – vor allem nach der Nelkenrevolution – neu. Unzählige weibliche Torsos oder Skulpturen sind seitdem entstanden, die die Schönheit der Frau zum Thema hatten.

## Ausstellungen (Auswahl)
Cutileiro gehört zu den wenigen portugiesischen Künstlern, die es schafften, schon in den 1970er und frühen 1980er Jahren Einzelausstellungen in der Bundesrepublik Deutschland (in Wuppertal, München und Dortmund) zu gestalten. Cutileiro kann auch einige Einzelausstellungen im In- und Ausland vorweisen, so u. a. in Lissabon, Porto, Evora, in der Jones Gallery in New York, Macau, Brüssel, Luxemburg, Madrid.

### Einzelausstellungen
- João Cutileiro, Unikat-Galerie, Wuppertal 1976/1977[1][2] und Dortmund 1980[3]
- João Cutileiro. Amantes, Centro Cultural São Lourenço, Almancil, Portugal, 1987[4]
- João Cutileiro. Exposição antológica, Fundação Calouste Gulbenkian. Centro de Arte Moderna, Lissabon, Portugal 1990[5]
- João Cutileiro. Cavaleiros - Homenagem a Paolo Uccello, Centro Cultural São Lourenço, Almancil, Portugal 1990[6]
- João Cutileiro no Pico, Galeria Municipal das Lajes do Pico, Azoren, 2011[7]

### Beteiligungen
- XV. Kunstbiennale in São Paulo, 1979
- 2. Kongress der Internationalen Organisation für Bildhauer in Washington, D.C., 1980
- Arte Contemporânea - Colecção Marie e Volker Huber, mit José de Guimarães, Antoni Tàpies, Günter Grass, Ingo Kühl, Wolf Vostell, Rainer Wölzl, Corneille und anderen, Convento Espírito Santo, Loulé, Portugal, 1989.[8]

## Werke im öffentlichen Raum
Die Kunst von Cutileiro ist vor allem durch seine Werke im öffentlichen Raum bekannt. Er ist einer der am meisten vertretenen modernen Künstler im öffentlichen Bereich in Portugal. So gibt es eine Statue von König Sancho I. in Torres Novas, eine vom Reichsgründer Afonso Henriques in Guimarães, der Gründerhauptstadt des Landes, eine des liberalen Premierministers Sebastião José de Carvalho e Melo, Marquês de Pombal, in Vila Real de Santo Antonio (2009), das Monument zur Revolution des 25. April im Parque Eduardo VII in Lissabon (1997), in Erinnerung an die unblutige Nelkenrevolution, und die Tagiden im Parque das Nações stammen auch von ihm. 1983 schuf er das Denkmal für den Nationaldichter Luis Vaz de Camões sowie die Skulpturen Der Krieger und Der Fischer in Cascais.

## Werke in Sammlungen
Die Stiftung (Fundação) Gulbenkian in Lissabon verwahrt viele der weiblichen Akte und Skulpturen des Künstlers; im nationalen Parlament Portugals, der Assembleia da República, befindet sich eine Büste der dem Erotismus zugeneigten Dichterin Natália Correia.